# Val Gardena

El valle de Gardena (en ladino: Gherdëina; en alemán: Gröden) 

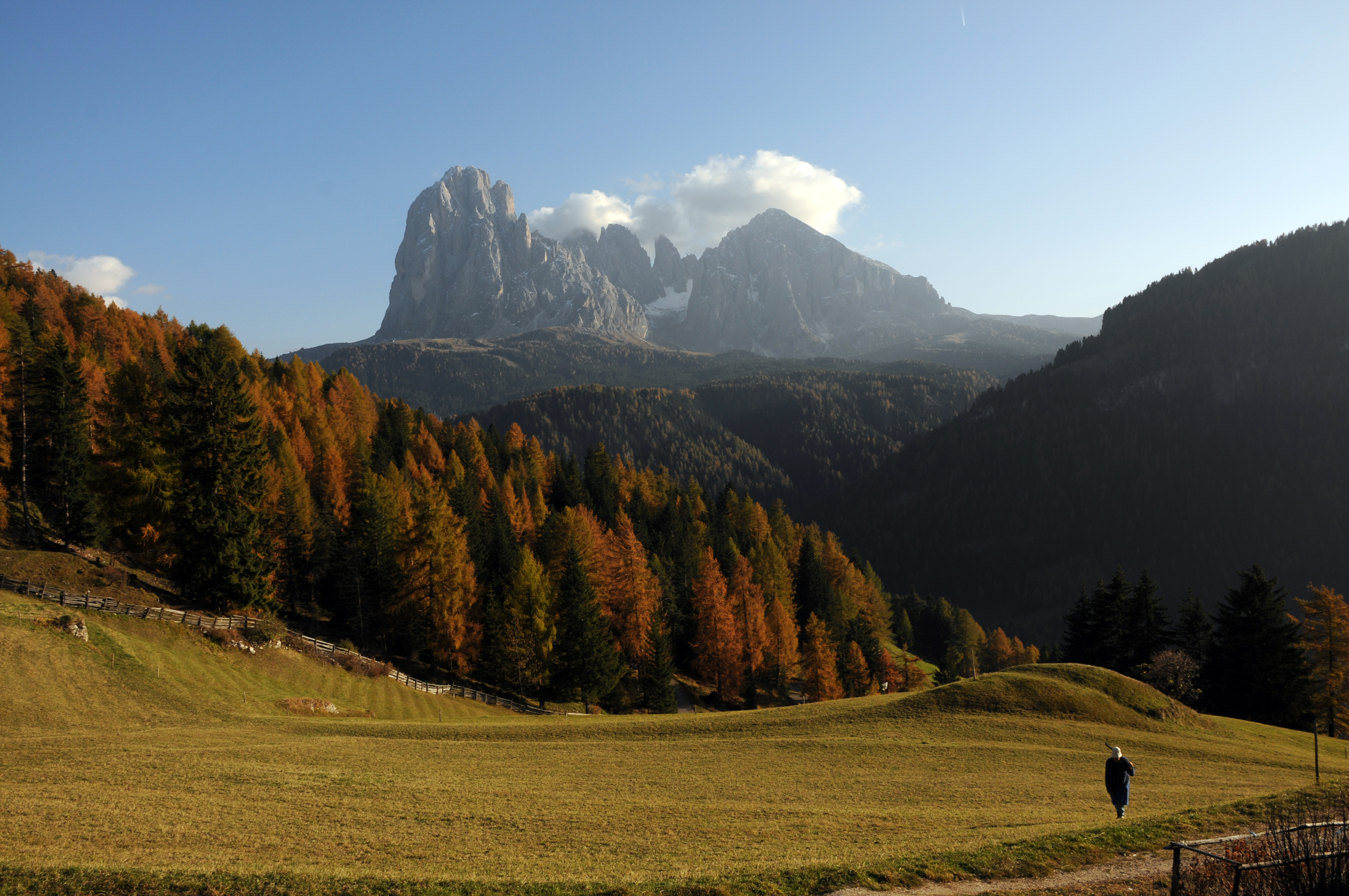
Imagen de la Val Gardena con el famoso Sassolungo al fondo

se encuentra en las Dolomitas, en Alto Adigio de Italia.

## Características
Le cruza el río Gardena (Derjon / Grödnerbach) a lo largo de 25 km. Está dividido en tres municipios: Ortisei (Urtijëi / St. Ulrich), Santa Cristina Valgardena (S.Cristina Gherdëina/St.Christina in Gröden) y Selva di Val Gardena (Sëlva/Wolkenstein in Gröden), así como, en el margen izquierdo del río Gardena, cerca de Ortisei, de un fragmento de la comunidad del municipio de Castelrotto (Ciastel / Kastelruth) llamado Roncadizza (Runcadic / Runggaditsch).
La población autóctona de este valle tiene como lengua materna la ladina (ca.85-90% de la población). El valle es oficialmente trilingüe, y todas las denominaciones son escritas en ladino, alemán e italiano.
El valle es sobre todo conocido por el turismo y las numerosas competiciones de importancia internacional, como la Copa del mundo de esquí alpino.
Es tradicional la artesanía de la madera, particularmente la escultura.
Está conectado por el oeste de Puente Gardena (Pruca / Waidbruck) con el valle Isarco (Eisacktal), al este está el Val Badia (Gadertal) que cruza el Paso Gardena (Jëuf de Frea / Grödner Joch) (2.121 m.s.l.ms.) o en Val de Fassa a través del Paso Ensilla (Jëuf de Sella / Sellajoch) (2240 m.s.l.ms.).
Hacia el sur se encuentra el Alpe de Siusi (Mont Sëuc / Seiser Alm) (pasando por Castelrotto (Ciastel / Kastelruth)).